# Ojígovo
Ojígovo (en rus: Ожигово) és un poble de l'óblast de Vladímir, a Rússia, segons el cens del 2012 tenia 60 habitants. Pertany al districte municipal de Múrom.